# Nils Quensel
Nils Jakob Eberhard Quensel, född 22 oktober 1894 i Adolf Fredriks församling, Stockholm, död där 8 november 1971, var en svensk jurist och statsråd. Åren 1936–1940 och 1943–1951 var han konsultativt statsråd (juristkonsult, från 1946 även kyrkominister).

## Biografi
Nils Quensel tog studentexamen i Stockholm 1912 och blev filosofie kandidat vid Uppsala universitet 1915 samt juris kandidat vid samma universitet 1920. Han gjorde tingstjänstgöring 1921–1923 och blev tillförordnad fiskal i Svea hovrätt 1924. 1926 blev Quensel adjungerad ledamot i Svea hovrätt och assessor 1928. 1930 blev han lagstiftningssakkunnig på Finansdepartementet och 1931 byråchef för lagärenden på finansdepartementet. Han blev expeditionschef i departementet 1933 och statssekreterare i Kommunikationsdepartementet 1934–1936. Quensel utnämndes 1936 till hovrättsråd i Svea hovrätt och blev samma år genom Ernst Wigforss rekommendation konsultativt statsråd, en post han innehade 1936–1940 och 30 augusti 1943–31 oktober 1951, då han bland annat handlade kyrkofrågor från 1945. Enligt vissa källor var Quensel partilös, men han har också förknippats med Bondeförbundet. Quensel var samtidigt president i Kammarrätten 1940–61.
Quensel avgick som juristkonsult och kyrkominister 1951, i samband med Kejneaffären. Quensel levde hela sitt liv ensam i sina föräldrars våning, vilket ledde till rykten om att han var homosexuell. Det finns inga belägg för detta, och han tycks inte ha haft några sexuella relationer alls. Pastorn Karl-Erik Kejne kopplade Quensels långvariga privata ekonomiska understöd till två förment homosexuella män till homosexuell prostitution. Kejne menade också att Quensels kontakter med polisintendenten Alvar Zetterquist och fångvårdsdirektören Hardy Göransson ingick i en plan att tysta Kejne. Anklagelserna kunde enligt Kejnekommissionen inte styrkas, men den relativt milda kritik som kommissionen riktade mot Quensels svårförklarliga poliskontakter och det sätt varpå hans privatliv lämnats ut räckte för att förmå honom att avgå som minister.
Efter sin avgång fortsatte Quensel sin verksamhet som president i Kammarrätten i Stockholm fram till sin pensionering 1961. Han var också 1963–1968 verksam i 1963 års bibelkommission. Nils Quensel är begravd på Solna kyrkogård.

### Familj
Nils Quensel var son till justitierådet Eberhard Quensel (1855–1946) och Anna Jönsson (1865–1925), bror till advokaten Conrad Quensel (1901–1977), samt morfars bror till riksdagsledamoten Charlotte Quensel.

## Utmärkelser

### Svenska utmärkelser
- Riddare av Nordstjärneorden, 1933.[5]
- Kommendör av första klassen av Nordstjärneorden, 15 november 1937.[6]
- Kommendör med stora korset av Nordstjärneorden, 6 juni 1940.[7]
- Riddare och kommendör av Kungl. Maj:ts orden (Serafimerorden), 15 november 1949.[8]

### Utländska utmärkelser
- Storkorset av Belgiska Kronorden, tidigast 1935 och senast 1940.[9][10]
- Kommendör av Franska Hederslegionen, 1946.[11][12]
- Storofficer av Franska Hederslegionen, 1948.[13][14]